# Новоскотувате
Новоскотува́те — село в Україні, в Губиниській селищній громаді Самарівського району Дніпропетровської області. Населення за переписом 2001 року становить 182 особи.

## Географія
Село Новоскотувате знаходиться на відстані 1 км від селища Мирне і за 2 км від села Скотувате.